# Sticks + Stones
A Sticks + Stones Cher Lloyd brit énekesnő és dalszerző debütáló albuma, mely 2011. november 7-én jelent meg a Sony Music gondozásában. A lemez Cher első hivatalos kiadása mióta negyedik helyezést ért el a The X Factor hetedik évadjában. Lloyd rengeteg producerrel és dalszerzővel dolgozott, így például RedOne, Toby Gad, Max Martin, The Runners, Kevin Rudolf és Savan Kotecha is ide sorolható.
Várhatóan 2012. április 10-én debütál az Egyesült Államokban és Kanadában az Epic Records gondozásában.
Az album főleg pop stílusú, de hiphop, R&B és dubstep elemek is felfedezhetőek rajta.
A Sticks + Stones negyedik helyen debütált az Egyesült Királyságban, 55 000 eladott példány után. 2012 januárjára 198 000 vásárlója akadt a lemeznek a szigetországban.
A korong előtt egy kislemez, a Swagger Jagger jelent meg 2011. július 29-én. Az ír kislemezlistán második lett, viszont a skót és brit kislemezlista első helyéig jutott el. A With Ur Love október 30-án jelent meg, és mindkét országban top 5-ös lett. A harmadik kislemez a Want U Back lesz, melyen Astro is közreműködik. Várhatóan 2012. február 17-én jelenik meg.

## Háttér
Az X-Faktor után bejelentették, Cher lemezszerződést kötött a Syco Music lemezkiadóval.
Autumn Rowe (szerző) és RedOne (producer) is segített az anyagon. Cher 2011. október 11-én közölte az album címét Twitteren. Az üzenetben ez állt: "Az album címe végre itt van. Alig várom, hogy hallhassátok!" Ezután feltöltötte a lemez borítóját is. 2011. július 28-án Cher öt szám előzetesét mutatta be egy webkamerás beszélgetés során, melyekben Busta Rhymes, Mike Posner, Ghetts, Mic Righteous és Dot Rotten működött közre. Decemberben egy remixet vett fel Cher, melyen Astro amerikai rapper is közreműködött. A Sticks + Stones 2012. április 10-én jelenik meg a tengerentúlon, miután az Epic Records leszerződtette az énekesnőt.

## Kereskedelmi fogadtatás
Az album hetedik helyen debütált Írországban. Az Egyesült Királyságban a brit albumlista negyedik helyét foglalta el, Susan Boyle, Florence and the Machine és Michael Bublé mögött. 55 668 példányban kelt el az első héten. 2012 februárjára 210 600 kópia került eladásra a szigetországban.

## Promóció

### Kislemezek
- Az album első kislemeze, a Swagger Jagger június 15-én kiszivárgott a világhálóra.[8] Kislemezként 2011. július 31-én jelent meg,[9] a brit kislemezlista éléig jutott augusztus 7-én. 2011 decemberére 100 000 példány kelt el a dalból.
- A With Ur Love Mike Posner amerikai rapper közreműködésével 2011. október 30-án jelent meg. Ötödik lett Írországban, negyedik az Egyesült Királyságban és harmadik Skóciában.
- A Want U Back harmadik kislemezként jelent meg az albumról. A kislemezes változaton Astro amerikai rapper is közreműködik.[10][11] 2012. február 12-én adták ki, a dalhoz tartozó videóklipet Parris rendezte.[12]

### Turné
Hogy promotálhassa albumát, Lloyd 2012 márciusában elkezdő koncertkörútját az Egyesült Királyságban.

## Az album dalai
2011. október 11-én jelent meg a hivatalos lista.
| 1.    | Grow Up (közreműködik Busta Rhymes)                                 | Cher Lloyd, Kevin Rudolf, Jacob Kasher, Savan Kotecha, Andrew Harr, Jermain Jackson, Trevor Smith                                                          | Kevin Rudolf, The Runners | 3:00 |
| 2.    | Want U Back                                                         | Shellback, Kotecha | Shellback                 | 3:34 |
| 3.    | With Ur Love (közreműködik Mike Posner)                             | Lloyd, Kotecha, Shellback, Max Martin, Mike Posner | Shellback                 | 3:45 |
| 4.    | Swagger Jagger                                                      | Lloyd, Autumn Rowe, Jackson, Harr, Andre Davidson, Sean Davidson, Marcus Lomax, Clarence Coffee Jr.                                                        | The Runners               | 3:12 |
| 5.    | Beautiful People (közreműködik Carolina Liar)                       | Chad Wolfinbarger, Alexander Kronlund, Tom Hamilton | Shellback, Martin         | 3:31 |
| 6.    | Playa Boi                                                           | Lloyd, Nadir Khayat, AJ Junior, Bilal "The Chef", Johnny Powers, Neneh Marianne Karlsson Cherry, Cameron McVey, James Philip Morgan, Philip Geroge Ramocon | RedOne                    | 2:52 |
| 7.    | Superhero                                                           | Lloyd, Priscilla Renea, Ronald Jackson, Gerald Martin, Formetta Gibson                                                                                     | Jukebox                   | 3:28 |
| 8.    | Over the Moon                                                       | Lloyd, Kotecha, RedOne, Junior, Hajji, Eric Sanicola | RedOne                    | 2:58 |
| 9.    | Dub on the Track (közreműködik Mic Righteous, Dot Rotten és Ghetts) | Lloyd, Livvi Franc, Toby Gad | Gad                       | 3:53 |
| 10.   | End Up Here                                                         | Lloyd, Jackson | Jukebox                   | 3:30 |
| 33:41 |                                                                     | |                           |      |

| MyPlay Direct bónusz szám (előrendelés esetén) | MyPlay Direct bónusz szám (előrendelés esetén) | MyPlay Direct bónusz szám (előrendelés esetén) | MyPlay Direct bónusz szám (előrendelés esetén) | MyPlay Direct bónusz szám (előrendelés esetén) | MyPlay Direct bónusz szám (előrendelés esetén) | MyPlay Direct bónusz szám (előrendelés esetén) | MyPlay Direct bónusz szám (előrendelés esetén) | MyPlay Direct bónusz szám (előrendelés esetén) | MyPlay Direct bónusz szám (előrendelés esetén) |
|                                                | Cím                                            | Szerző(k)                                      | Producer(ek)                                   | Hossz                                          |                                                |                                                |                                                |                                                |                                                |
| ---------------------------------------------- | ---------------------------------------------- | ---------------------------------------------- | ---------------------------------------------- | ---------------------------------------------- | ---------------------------------------------- | ---------------------------------------------- | ---------------------------------------------- | ---------------------------------------------- | ---------------------------------------------- |
| 11.                                            | Stay                                           | Siobhan Fahey, Marcella Detroit, Jean Guiot    | Shakespears Sister, Chris Thomas               | 3:10                                           |                                                |                                                |                                                |                                                |                                                |
| 36:49                                          |                                                |                                                |                                                |                                                |                                                |                                                |                                                |                                                |                                                |

| Amazon.co.uk bónusz szám | Amazon.co.uk bónusz szám | Amazon.co.uk bónusz szám | Amazon.co.uk bónusz szám | Amazon.co.uk bónusz szám | Amazon.co.uk bónusz szám | Amazon.co.uk bónusz szám | Amazon.co.uk bónusz szám | Amazon.co.uk bónusz szám | Amazon.co.uk bónusz szám |
|                          | Cím                      | Szerző(k)                | Producer(ek)             | Hossz                    |                          |                          |                          |                          |                          |
| ------------------------ | ------------------------ | ------------------------ | ------------------------ | ------------------------ | ------------------------ | ------------------------ | ------------------------ | ------------------------ | ------------------------ |
| 11.                      | Talkin’ That             | Britney Spears           |                          | 3:20                     |                          |                          |                          |                          |                          |
| 37:01                    |                          |                          |                          |                          |                          |                          |                          |                          |                          |

| 11. | Fotózás - a színfalak mögött (video)              |  | 5:04 |
| 12. | With Your Love (közreműködik Mike Posner) (videó) |  | 3:48 |

## Albumlistás helyezések
| Albumlista (2011-2012) | Legjobb helyezés |
| ---------------------- | ---------------- |
| Ír albumlista          | 7                |
| Új-zélandi albumlista  | 31               |
| Skót albumlista        | 2                |
| Brit albumlista        | 4                |

## Megjelenések
| Ország             | Dátum             | Formátum               | Kiadó                  |
| ------------------ | ----------------- | ---------------------- | ---------------------- |
| Írország           | 2011. november 4. | Digitális letöltés, CD | Syco Music, Sony Music |
| Egyesült Királyság | 2011. november 7. | Digitális letöltés, CD | Syco Music, Sony Music |
| Új-Zéland          | 2012. február 20. | Digitális letöltés, CD | Syco Music, Sony Music |
| Egyesült Államok   | 2012. április 10. | Digitális letöltés, CD | Epic                   |

## Fordítás
Ez a szócikk részben vagy egészben  a   Sticks & Stones (Cher Lloyd album) című angol Wikipédia-szócikk fordításán alapul.  Az eredeti cikk szerkesztőit annak laptörténete sorolja fel. Ez a jelzés csupán a megfogalmazás eredetét és a szerzői jogokat jelzi, nem szolgál a cikkben szereplő információk forrásmegjelöléseként.